# Pedro Bantigue y Natividad
Pedro Bantigue y Natividad (* 31. Januar 1920 in Hagonoy; † 20. November 2012 in San Pablo City) war ein philippinischer Geistlicher der römisch-katholischen Kirche und Bischof von San Pablo.

## Leben
Pedro Bantigue y Natividad empfing am 31. Mai 1945 das Sakrament der Priesterweihe. Er wurde in Kanonischem Recht (JCD) und Theologie (DD) promoviert. Von 1945 bis 1954 war er Sekretär der Erzbischöfe Michael J. O’Doherty, Gabriel M. Reyes und Rufino Jiao Santos.
Papst Johannes XXIII. ernannte ihn am 29. Mai 1961 zum Titularbischof von Catula und zum Weihbischof in Manila. Der Erzbischof von Manila, Rufino Jiao Kardinal Santos, spendete ihn am 25. Juli 1961 die Bischofsweihe; Mitkonsekratoren waren Juan Bautista Velasco Díaz OP, Bischof von Hsiamen-Amoy, und Wilhelm Josef Duschak SVD, Apostolischer Vikar von Calapan. Er war Konzilsvater der dritten Sitzungsperiode des Zweiten Vatikanischen Konzils.
Am 26. Januar 1967 wurde er von Paul VI. zum ersten Bischof von San Pablo ernannt und am 18. April 1967 in das Amt eingeführt. Am 12. Juli 1995 nahm Papst Johannes Paul II. sein altersbedingtes Rücktrittsgesuch an.
Er war Mitglied der Bischofskonferenz der Philippinen (CBCP), insbesondere tätig im Ehegerichtshof und als Vorsitzender der Kommission für das Leben, Klerus und Gefängnisseelsorge. 1976 war er verantwortlich für die Finanzen der CBCP.